# Centroina blundells
Espèce
Synonymes
- Centrina blundells Platnick, 2000

Centroina blundells est une espèce d'araignées aranéomorphes de la famille des Lamponidae.

## Distribution
Cette espèce est endémique du Territoire de la capitale australienne en Australie. Elle se rencontre dans les monts Brindabella.

## Description
Le mâle holotype mesure 8,1 mm et la femelle 7,1 mm.

## Étymologie
Son nom d'espèce lui a été donné en référence au lieu de sa découverte, Blundell's Creek.

## Publication originale
- Platnick, 2000 : A relimitation and revision of the Australasian ground spider family Lamponidae (Araneae: Gnaphosoidea). Bulletin of the American Museum of Natural History, no 245, p. 1-330 (texte intégral).